# Psomophis joberti
Psomophis joberti är en ormart som beskrevs av Sauvage 1884. Psomophis joberti ingår i släktet Psomophis och familjen snokar. Inga underarter finns listade i Catalogue of Life.
Denna orm förekommer i östra och centrala Brasilien samt kanske i angränsande områden av Paraguay. Habitatet utgörs av savannlandskapet Cerradon. Psomophis joberti är aktiv på dagen och vistas främst på marken. Honor lägger ägg.
Beståndet hotas regionalt av landskapsförändringar. I utbredningsområdet ingår flera skyddszoner. IUCN listar arten som livskraftig (LC).